# Gobera
Gobera es una montaña de la provincia de Burgos ubicada en los alrededores de Miranda de Ebro (España). Pertenece al sistema montañoso de los Montes Obarenes y tiene una altitud de 748 m s. n. m.
Al pie de la cara norte de la montaña se encuentra el río Ebro mientras que junto a la cara sur está el Monasterio de Santa María de Herrera, fundado por la Orden del Císter en 1178 quien lo mantuvo hasta 1835. Tras ser ocupado temporalmente por carmelitas y capuchinas, es la Orden camaldulense quien lo habita desde 1923.

## Rutas de Ascenso
- Se puede inicir el ascenso desde la pedanía mirandesa de Ircio. Se toma un cortafuegos a la derecha de la carretera Miranda-Haro que lleva a través de monte bajo (boj) hasta un pequeño sendero que recorre la cresta de la montaña hasta llegar a la cima.

- Desde La Laguna de San Juan del Monte se toma el camino hacia la Cruz de Motrico en dirección al Monasterio de Herrera. Antes de llegar al monasterio, tomar el cortafuegos de la izquierda que asciende a la montaña y una vez en el collado girar a la derecha por el sendero que recorre la cresta hasta la cima.

- También podemos llegar a través de la carretera entre Miranda y Haro en coche hasta las proximidades del puente de la autopista AP-68 sobre el río Ebro. A partir de allí tomamos una pista foretal que nos llega hasta el despoblado de Herrera y el monasterio del mismo nombre. Una vez pasadas las fincas pertenecientes al monasterio tomar el cortafuegos de la izquierda que, al igual que las pasadas rutas, asciende con un camino por la cresta hasta la cima.